# 舒难陀
舒难陀（Shwenadaw，?—?），8世纪末、9世纪初骠国王子、悉利移（今缅甸抹谷附近）城主。《旧唐书》将他的名字误记为城名悉利移，《旧唐书》和《新唐书》称他为骠国国王雍羌之弟，白居易《驃國樂》里明确说“雍羌之子舒難陀”。
801年（唐德宗贞元十七年），雍羌派舒难陀通过南诏重译来唐朝，率乐队和舞蹈家先来到成都，献骠国乐十曲，乐工三十五人。乐曲演绎佛教经论之词意。剑南西川节度使韦皋派人将其音乐编成唐朝的乐谱。以骠国的舞姿、乐器异于中国，于是作图画献上。包括工器二十二，八音：金、贝、丝、竹、匏、革、牙、角。奏乐开始，有赞礼者一人先导乐意，舞姿随乐曲变化。用二人、六人、四人、八人、至十人，都戴珠冒，通过拜首、稽首以终止乐章。其乐五重译，至唐都长安表演。唐德宗以舒难陀试太仆卿，将他送回骠国。

## 相关文艺作品
- 2013年中国电视剧《舞乐传奇》，林更新扮演舒难陀